# Destine pierdute
Destine pierdute (2013) este un roman fantasy, pentru tineret al scriitoarei Adina Speteanu. Este primul volum al seriei Dincolo de moarte, care prezintă lupta dintre două popoare de nemorți, strigoii și vampirii.

## Intriga
Natalia este o adolescentă obișnuită, a cărei viață pare a fi intrat într-o perioadă mai puțin fastă. Părinții ei au divorțat, iar tatăl ei a dispărut fără urmă. Bunicul, de care era foarte legată, moare în urma unui accident straniu. Pe lângă toate astea, visele și stările pe care le are devin tot mai ciudate.
Puținele momente de bucurie vin de la cel mai bun prieten al ei, Armand și de la o nouă colegă de clasă, Lorena. Ceea ce nu știe Natalia este faptul că Lorena e un strigoi al Gărzii din Strygorra. Alături de alți strigoi, ea a venit în lumea noastră pentru a da de urma lui Dragoș, un vampir însetat de sânge care e pornit să distrugă ordinul strigoilor.
Pe măsură ce prietenia dintre Natalia și Lorena devine tot mai strânsă, strigoii îi cer celei din urmă să fie mai precaută, pentru a nu implica și oamenii în disputa dintre ei și vampiri. Lucrurile se complică atunci când semnele le indică strigoilor că Natalia este Aleasa pe care o așteaptă de atâta vreme să-i ajute în războiul lor. Ea este singura care-i poate veni de hac lui Dragoș. Pusă în fața adevărului, Natalia trece printr-o criză de identitate, dar își acceptă în cele din urmă rolul.
Din nefericire, Dragoș află și el de existența Nataliei și-și pregătește o armă care s-o contracareze: îl transformă pe bunul ei prieten, Armand, în vampir. Între timp, în Strygorra, raidurile tot mai îndrăznețe ale vampirilor îi determină pe strigoi să conteste eficiența Gărzii, cerând dizolvarea ei.

### Cuprins
| - Prolog - Lorena - Crima - Privirea | - Semne - Capcana - Excursia - Aleasa | - Prăbușire - Plecarea - Decizia - Încercarea |

## Personaje
- Natalia - o adolescentă care trece printr-o perioadă mai dificilă a vieții și află că este Aleasa menită să-i ajute pe strigoi în războiul lor cu vampirii
- Lorena - adolescentă-strigoi din Gardă, devină colegă de clasă și prietenă cu Natalia
- Andrei - strigoi rebel din Gardă, nemulțumit de faptul că Natalia este Aleasa
- Zero - conducătorul Gărzii strigoilor
- Dragoș - vampir care dorește să distrugă strigoii
- Vladimir - vampir, mâna dreaptă a lui Dragoș
- Armand - cel mai bun prieten al Nataliei, este transformat în vampir de către Dragoș
- Bianca - strigoi din Gardă, asistentă medicală
- Tudor - strigoi din Gardă, cu un temperament impulsiv
- Mynis - conducătorul strigoilor
- Vlad - coleg de clasă al Nataliei și bun prieten al acesteia
- Amanda - colegă de clasă a Nataliei, plină de sine și dispusă să se folosească de cei din jurul ei în propriul interes

## Opinii critice
Destine pierdute a fost considerată „o carte frumoasă, un început de serie superb și un subiect interesant”, fiind apreciată pentru modul în care prezintă faptul că „nemurirea nu e atât de roz precum ne-au lăsat să credem romanele YA, că vampirii și strigoii sunt mai degrabă creaturile blestemate din legende și faptul că uneori, să fii cel ales nu e deloc atât de ușor precum ne-ar plăcea să credem”